# Battaglia di Guilford Court House
La battaglia di Guilford Court House (o Guilford Courthouse) fu combattuta il 15 marzo 1781 nei pressi dell'attuale Greensboro nell'ambito dei più vasti eventi del teatro meridionale della guerra d'indipendenza americana; la battaglia vide affrontarsi le forze americane guidate dal generale Nathanael Greene e quelle del Regno di Gran Bretagna agli ordini del generale Charles Cornwallis.
Lo scontro fu uno dei più duri del teatro meridionale della guerra: le forze di Cornwallis rimasero padrone del campo e obbligarono Greene a ritirarsi dopo una lotta sanguinosa, ma il successo britannico fu più che altro una vittoria di Pirro visto che le perdite nei ranghi del British Army furono più del doppio di quelle patite dagli americani.
Il campo di battaglia di Guilford Court House è oggi preservato dalle autorità statunitensi come Guilford Courthouse National Military Park.

## Antefatti
La campagna lanciata dalle forze britanniche nel 1780 per sottomettere il territorio della Carolina del Sud si era rivelata irta di difficoltà. Se le forze regolari americane erano state pesantemente battute in una serie di scontri, a iniziare dall'assedio di Charleston nel marzo-maggio 1780 per concludere con la battaglia di Camden il 16 agosto seguente, dopo queste azioni il conflitto si trasformò in una sanguinosa guerra di guerriglia: le regioni interne della Carolina del Sud si sollevarono in gran parte contro i britannici, e bande di guerriglieri variamente organizzate presero ad attaccare con azioni mordi e fuggi le pattuglie britanniche isolate e a saccheggiare i convogli di rifornimenti. Le truppe regolari britanniche al comando del generale Charles Cornwallis e le milizie di "lealisti" locali risposero con una serie di rappresaglie brutali, e il conflitto si trascinò per mesi in un crescendo di intensità.
Nel mentre, le unità dell'Esercito continentale americano si erano riorganizzate sotto la guida del generale Nathanael Greene che, all'inizio del 1781, mosse dalla Carolina del Nord per portare appoggio alle unità di guerriglieri nella Carolina del Sud; Cornwallis tentò di approfittare dell'occasione per riportare un altro successo campale contro il nemico, ma Greene rifiutò lo scontro e manovrò per portare i britannici su un terreno di sua scelta nelle regioni dell'interno. Il 17 gennaio due contingenti distaccati dalle rispettive armate si affrontarono nella battaglia di Cowpens, un sanguinoso scontro conclusosi con un'importante vittoria americana; subito dopo, Greene si ritirò ulteriormente verso nord, inseguito da Cornwallis.
L'inseguimento si concluse solo il 17 febbraio, quando Greene riuscì a portare le sue forze oltre il fiume Dan in Virginia; Cornwallis, che pure era riuscito a ridurre il distacco tra le due armate a poche miglia, decise di non inseguire ulteriormente il nemico e ritirò la sua stanca armata verso Hillsborough in Carolina del Nord. Dopo aver sostato dieci giorni in Virginia riorganizzandosi e rafforzandosi con l'aggiunta di unità della milizia virginiana, Greene ripassò il Dan e rientrò in Carolina del Nord puntando a fomentare la guerriglia locale e logorare le forze britanniche con attacchi ai convogli di rifornimento. Benché in inferiorità numerica di due contro uno rispetto agli americani, Cornwallis uscì dalla sua base di Hillsborough e si lanciò subito alla caccia di Greene, il quale rifiutò lo scontro e per due settimane si ritirò verso le regioni interne della Carolina del Nord; alla fine, Greene scelse un terreno di suo gradimento nei pressi della località di Guilford Court House (sede del governo della Contea di Guilford in Carolina del Nord, oggi parte della città di Greensboro), dove si fermò per dare battaglia ai britannici.

## Le forze in campo

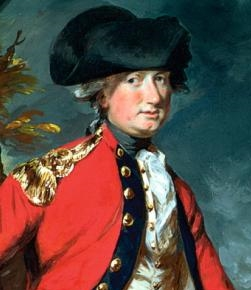
Ritratto di Charles Cornwallis, comandante delle forze britanniche nel sud dal giugno 1780

Le unità americane presero posizione a cavallo della strada principale che conduceva a Guilford Court House, in attesa della colonna delle truppe britanniche in arrivo da sud; il terreno scelto da Greene per lo scontro era un'ampia area sgombra per il pascolo, un perfetto campo di tiro per i moschetti americani, che sorgeva nel bel mezzo della campagna fittamente boscosa a mezzo miglio di distanza da Guilford Court House. Greene schierò la sua prima linea di fanteria, composta da unità della milizia della Carolina del Nord, lungo il margine settentrionale del pascolo, protetta dagli alberi e da uno steccato che delimitava il campo; i fianchi erano coperti da unità di fanteria leggera e cavalleria. Un centinaio di metri più a nord, nel bel mezzo dei boschi, Greene posizionò la sua seconda linea composta dalle unità della milizia della Virginia, e a una simile distanza ancora più a nord, su alcune colline nei pressi della stessa Guilford Court House, la sua terza linea con i reparti di regolari dell'Esercito continentale (i reggimenti 1st e 5th Maryland, il Delaware Infantry, il 4th e 5th Virginia). Due cannoni da sei pollici erano schierati in appoggio della prima linea e altri due in appoggio della terza linea.
L'aver schierato in posizione così centrale la milizia, che formava più di metà dei 4 400 uomini agli ordini di Greene, poteva essere una mossa rischiosa: composta da civili che si offrivano volontari part-time in caso di bisogno per poi tornare alle loro occupazioni abituali dopo pochi mesi, la milizia non aveva mai brillato per disciplina e saldezza sotto il fuoco nemico; ma a questo stadio della guerra Greene sapeva che i ranghi della milizia erano ormai pieni di veterani dell'Esercito continentale che avevano concluso il loro periodo di ferma, e che i comandanti delle unità godevano ormai di una solida esperienza. Il suggerimento avanzato dal generale Daniel Morgan di schierare dietro la milizia unità selezionate per abbattere a fucilate qualunque uomo avesse cercato di fuggire dal campo di battaglia non sembra sia stato accolto da Greene.
Cornwallis, con a disposizione circa 1 900 uomini, schierò la sua fanteria su due linee: in testa presero posizione il Reggimento Bose (un'unità di mercenari tedeschi "assiani") e il 71st Highlanders come ala destra, agli ordini del maggior generale Alexander Leslie, mentre il 23rd e il 33rd Regiment of Foot e unità di fanteria leggera formarono l'ala sinistra agli ordini del tenente colonnello James Webster; la seconda linea annoverava invece due battaglioni compositi delle Foot Guards agli ordini del generale di brigata Charles O'Hara. I dragoni a cavallo della British Legion, un'unità di lealisti agli ordini del tenente colonnello Banastre Tarleton, formava la riserva alle spalle della fanteria, appoggiata sul suo fronte da una sezione di artiglieria forte di cinque pezzi.

## La battaglia

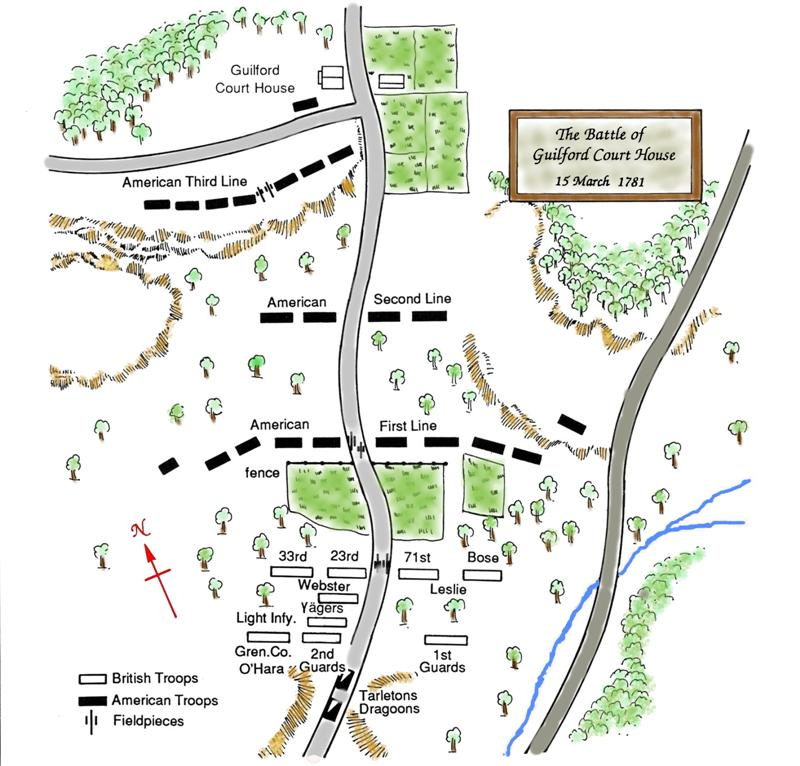
Schema della battaglia: in nero le forze americane, in bianco quelle britanniche

Gli americani rimasero per alcune ore in attesa che le forze britanniche arrivassero sul campo di battaglia. Dopo un breve bombardamento di artiglieria, Cornwallis mosse in avanti la sua fanteria intorno alle 12:00: emergendo dai boschi, i britannici avanzarono attraverso lo spiazzo aperto del pascolo solo per essere accolti dal tiro concentrato dei moschetti della milizia americana, che aprì il fuoco da una distanza di circa 45 metri. I ranghi dei britannici erano meno serrati rispetto allo standard adottato sui campi di battaglia europei, una lezione imparata dopo aver sperimentato per anni l'abilità al tiro degli americani, ma anche così le perdite in fatto di morti e feriti furono pesanti.
Raggiunta e superata la staccionata al limitare settentrionale del campo, i britannici caricarono alla baionetta gli uomini della milizia della Carolina del Nord; sebbene alcuni dei miliziani fossero fuggiti dopo i primi spari, la maggior parte degli uomini tirò una seconda salva di moschetteria e ingaggiò brevemente i britannici in un corpo a corpo prima di ripiegare sulla seconda linea come da ordini di Greene. I britannici avanzarono nel bosco, solo per essere accolti sui fianchi dal preciso tiro della fanteria leggera americana; le due ali della prima linea si aprirono per fronteggiare questa minaccia, e le guardie in seconda linea avanzarono per colmare il vuoto aperto al centro.
I britannici incapparono quindi nella seconda linea americana, formata dai miliziani della Virginia appoggiati sui fianchi dai dragoni a cavallo americani dei colonnelli Henry Lee III e William Washington (quest'ultimo un cugino di George Washington, comandante dell'intero Esercito continentale); ne seguì un violento combattimento anche corpo-a-corpo in mezzo agli alberi, e il fuoco di moschetteria finì con l'appiccare un incendio nel bosco che uccise molti degli uomini rimasti a terra feriti. L'ala sinistra dei britannici spinse indietro a forza i miliziani della Virginia, e avanzò con decisione fino a impattare contro la terza linea americana: i continentali aprirono un intenso fuoco e si lanciarono in avanti in una carica alla baionetta, respingendo in disordine i britannici; Greene tuttavia trattenne gli uomini dal proseguire l'avanzata, e gli americani tornarono sulle loro posizioni.
La linea britannica si riorganizzò, e Cornwallis lanciò un secondo attacco contro i continentali di Greene. Gli americani dovettero cedere terreno, ma una carica dei dragoni di Washington colpì il retro della linea britannica e lo scontro si trasformò in una confusa e selvaggia mischia; molti ufficiali britannici furono colpiti: il colonnello Webster rimase ucciso, il generale O'Hara venne ferito e lo stesso Cornwallis ebbe il cavallo ucciso sotto di lui da un colpo di moschetto. In mezzo alla confusione, Cornwallis ordinò alla sua artiglieria di aprire il fuoco sulla massa indistinta di uomini: amici e nemici furono ugualmente colpiti dal fuoco dei cannoni, ma la mossa, unita a una carica dei dragoni lealisti di Tarleton contro l'ala destra di Greene, mise in crisi lo schieramento americano. Dopo 90 minuti di duri combattimenti in mezzo al fumo e alla confusione, Greene ordinò una ritirata generale della sua armata; i cannoni americani furono abbandonati in mano al nemico, ma i britannici erano troppo spossati per inseguire convintamente l'armata di Greene che poté quindi sganciarsi con successo dal luogo dello scontro.

## Conseguenze

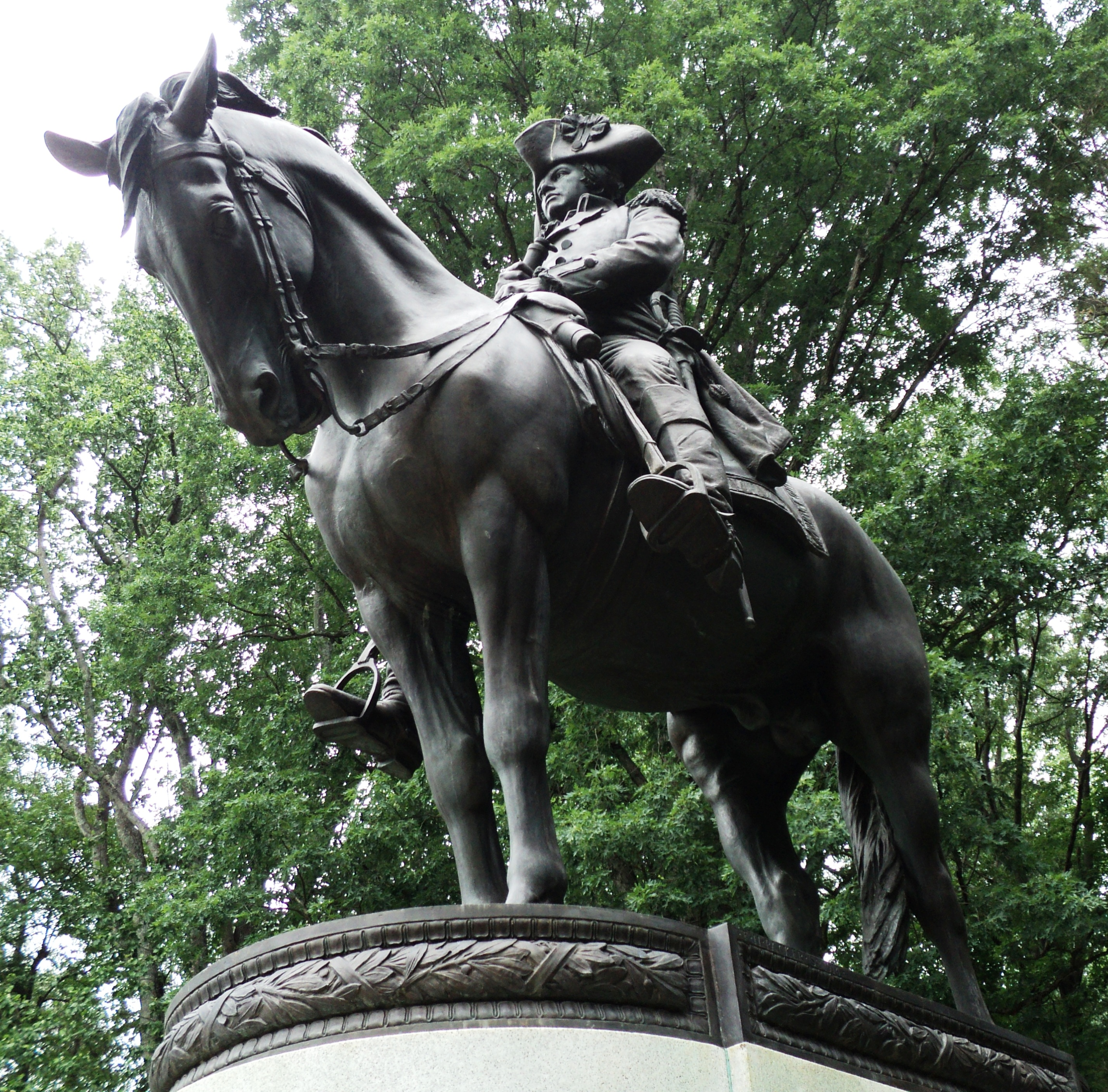
Il moderno monumento eretto in onore a Greene sul campo di battaglia di Guilford Court House

Cornwallis rivendicò la vittoria nello scontro, portando a riprova della sua affermazione il possesso del campo di battaglia e la cattura di quattro cannoni e 1 500 moschetti americani; tuttavia, Guilford Court House si rivelò più che altro una vittoria di Pirro per i britannici: a fronte di circa 250 perdite tra morti, feriti e prigionieri riportate dagli americani, i britannici dovettero registrare più del doppio delle vittime, pari a 550 tra morti e feriti; i soli battaglioni della guardia britannica persero 11 ufficiali su 19 e 200 soldati su 450 che avevano iniziato la battaglia. Commentando il risultato dello scontro alcune settimane più tardi, il membro del Parlamento britannico Charles James Fox dichiarò che «un'altra vittoria come questa distruggerà l'esercito britannico».
Cornwallis non poteva sostenere altre "vittorie" come Guilford Court House; da quando aveva assunto il comando delle forze britanniche in Carolina del Sud nel giugno 1780 aveva avuto ai suoi ordini circa 8 500 soldati; nel marzo 1781, circa metà di queste truppe era caduta sui vari campi di battaglia o negli scontri contro i guerriglieri americani, un tasso di perdite impossibile da sostenere per i britannici. L'armata di Cornwallis sostò per tre giorni nella zona di Guilford Court House, riorganizzandosi e raccogliendo i suoi feriti molti dei quali furono lasciati in cura alle comunità di quaccheri che popolavano la regione; alla fine, Cornwallis portò i suoi stanchi soldati ad acquartierarsi a Wilmington sulla costa, dove rimase un mese a considerare il da farsi.
La campagna britannica nell'entroterra delle due Caroline era stata un completo fallimento: gli americani avevano riscattato i precedenti disastri ed erano euforici, la guerriglia prendeva sempre più piede e i lealisti locali non si radunavano più sotto le bandiere britanniche, aggravando la carenza di truppe a disposizione di Cornwallis. Il comandante britannico dovette rivedere la sua strategia: se non poteva intrappolare e sconfiggere l'armata di Greene, poteva sperare di lasciarla senza rifornimenti tagliando le sue vie di comunicazione verso nord invadendo e occupando la ricca colonia della Virginia; in Virginia era poi stazionata un'altra cospicua forza britannica, a cui Cornwallis premeva di unirsi per mettere assieme un'armata più numerosa. Ai primi di maggio le truppe di Cornwallis lasciarono Wilmington dirette in Virginia, innescando così i decisivi eventi della campagna di Yorktown.